# Kozlov (Jičínská pahorkatina)
Kozlov (381 m n. m.) je vrch v okrese Semily Libereckého kraje, v CHKO Český ráj. Leží asi 1,5 km východně od obce Všeň, na katastrálním území obce Olešnice.

## Popis vrchu

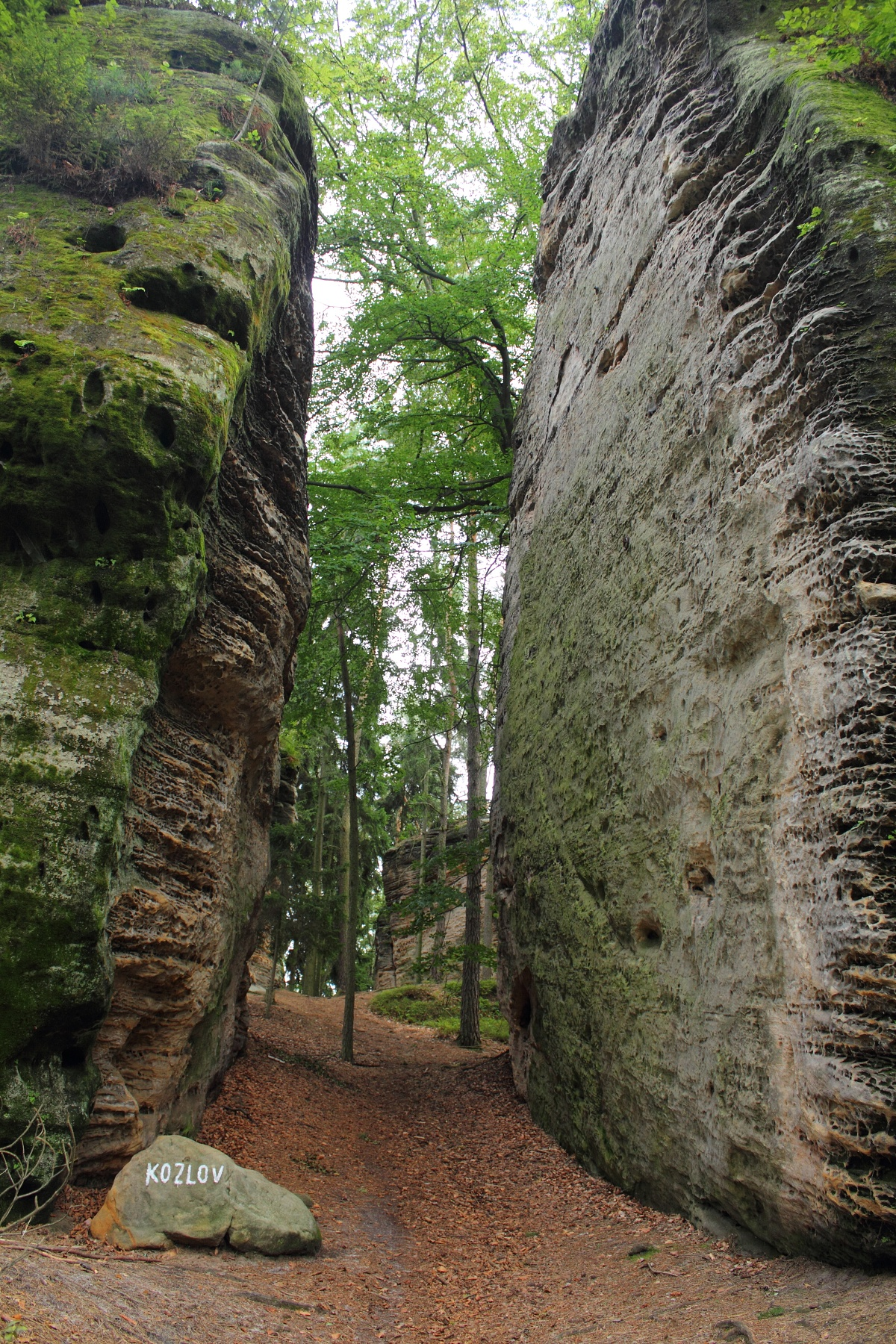
Vstup do skalního města

Na západním svahu jsou zbytky skalního hradu Chlum-Kozlov. Na plošině severně u vrcholu je upravená vyhlídka Karla Václava Raise (na Turnov a okolí). Na jjz. úpatí je přírodní památka Vústra.

## Geomorfologické zařazení
Vrch náleží do celku Jičínská pahorkatina, podcelku Turnovská pahorkatina, okrsku Vyskeřská vrchovina a podokrsku Hruboskalská vrchovina.

## Přístup
Automobilem se dá nejblíže dopravit do osad Podháj či Podpohoří. Obě sídla spojuje žlutá  turistická stezka, která prochází přes vrchol Kozlova.